# Eadwulf de Northumbria
Eadwulf fue rey de Northumbria desde la muerte de Aldfrith en diciembre 704 hasta febrero o marzo de 705, cuando el hijo de Aldfrith, Osred fue restaurado en el trono.
Osred era un niño cuándo su padre murió, y se supone que Eadwulf usurpó el trono. La relación de Eadwulf, si es que la había, con cualquier miembro de la dinastía gobernante, descendientes de Ida nos es desconocida, pero es bastante posible que fuera de estirpe real, ya que dos o más ramas de los Eoppingas aparecen como reyes de Northumbria después de la extinción de la línea principal.
Inicialmente Eadwulf parece haber contado con el apoyo del ealdorman Berhtfrith hijo de Berhtred, presumiblemente el señor de la frontera nororiental de Bernicia, en Lothian y a lo largo del Forth. Sin embargo, pronto estalló la crisis. El obispo Wilfrid, exiliado por Aldfrith, deseaba regresar a Northumbria, y Eadwulf intentó evitarlo. No obstante, Berhtfirth era partidario del regreso de Wilfrid y esto provocó una breve guerra civil que concluyó con el asedio de Bamburgh. Berhtfrith, Wilfrid y los seguidores de Osred se impusieron, y Osred fue restaurado en el trono de Northumbria.
Eadwulf parece haberse exiliado, bien a Dál Riata, bien a Pictavia y su muerte aparece en los Anales de Ulster en 717. Su hijo Earnwine fue asesinado por orden de Eadberht de Northumbria en 740. El bisnieto de Eadwulf, Eardwulf y su hijo Eanred llegarían a ser reyes de Northumbria.

## Lecturas complementarias
- Higham, N.J., El Reino de Northumbria ANUNCIO 350-1100. Stroud: Sutton, 1993. ISBN 0-86299-730-5
- Marsden, J., Northanhymbre Saga: La Historia de los Reyes anglosajones de Northumbria. Londres: Cathie, 1992. ISBN 1-85626-055-0
- Yorke, Barbara, King y Reinos de Inglaterra anglosajona temprana. Londres: Seaby, 1990. ISBN 1-85264-027-8

| Predecesor: Aldfrith | Rey de Northumbria 704 - 705 | Sucesor: Osred I |

- Datos: Q880205